# العلاقات الجيبوتية الطاجيكستانية
العلاقات الجيبوتية الطاجيكستانية هي العلاقات الثنائية التي تجمع بين جيبوتي وطاجيكستان.

## مقارنة بين البلدين
هذه مقارنة عامة ومرجعية للدولتين:
| وجه المقارنة                                              | جيبوتي                    | طاجيكستان                          |
| --------------------------------------------------------- | ------------------------- | ---------------------------------- |
| المساحة (كم2)                                             | 23.20 ألف                 | 143.10 ألف                         |
| عدد السكان (نسمة)                                         | 956.99 ألف                | 8.92 مليون                         |
| الكثافة السكانية (ن./كم²)                                 | 41.25                     | 62.33                              |
| العاصمة                                                   | جيبوتي                    | دوشنبه                             |
| اللغة الرسمية                                             | لغة فرنسية، اللغة العربية | اللغة الطاجيكية                    |
| العملة                                                    | فرنك جيبوتي               | ساماني طاجيكي، الروبل الطاجيكستاني |
| الناتج المحلي الإجمالي (بليون دولار)                      | 1.84 مليار                | 7.15 مليار                         |
| الناتج المحلي الإجمالي (تعادل القوة الشرائية) بليون دولار | 3.10 مليار                | 24.03 مليار                        |
| الناتج المحلي الإجمالي الاسمي للفرد دولار أمريكي          | 1.95 ألف                  | 925                                |
| الناتج المحلي الإجمالي للفرد دولار أمريكي                 | 3.27 ألف                  | 2.69 ألف                           |
| مؤشر التنمية البشرية                                      | 0.470                     | 0.624                              |
| رمز المكالمات الدولي                                      | +253                      | +992                               |
| رمز الإنترنت                                              | .dj                       | .tj                                |
| المنطقة الزمنية                                           | ت ع م+03:00               | ت ع م+05:00                        |

## منظمات دولية مشتركة
يشترك البلدان في عضوية مجموعة من المنظمات الدولية، منها:
| علم المنظمة | اسم المنظمة                        | تاريخ انضمام جيبوتي | تاريخ انضمام طاجيكستان |
| ----------- | ---------------------------------- | ------------------- | ---------------------- |
|             | مؤسسة التنمية الدولية              | 1 أكتوبر 1980       | 4 يونيو 1993           |
|             | مؤسسة التمويل الدولية              | 1 أكتوبر 1980       | 2 ديسمبر 1994          |
|             | منظمة حظر الأسلحة الكيميائية       | ?                   | ?                      |
|             | الأمم المتحدة                      | 20 سبتمبر 1977      | 2 مارس 1992            |
|             | الاتحاد الدولي للاتصالات           | 22 نوفمبر 1977      | 28 أبريل 1994          |
|             | منظمة التعاون الإسلامي             | ?                   | ?                      |
|             | منظمة الشرطة الجنائية الدولية      | ?                   | ?                      |
|             | الاتحاد البريدي العالمي            | ?                   | ?                      |
|             | البنك الدولي للإنشاء والتعمير      | 1 أكتوبر 1980       | 4 يونيو 1993           |
|             | وكالة ضمان الاستثمار متعدد الأطراف | 12 يناير 2007       | 9 ديسمبر 2002          |
|             | يونسكو                             | 31 أغسطس 1989       | 6 أبريل 1993           |